# 複層ガラス

典型的な複層ガラスの断面図
中間層 (Air Space)
ガラス板 (Glass Lite)
シリコーンによる密閉 (Silicone Seal)
乾燥剤 (Desiccant)
スペーサー (Spacer)
ブチルゴムによる密閉 (Butyl Seal)

複層ガラス（ふくそうガラス）は、複数枚の板ガラスを重ね、その間に乾燥空気やアルゴンガス等が封入された（または真空状態にした）中間層を設ける形で1ユニットを構成するガラスを指す。中間層は密閉されているため、基本的に中間層の厚さが増すほど断熱性能が高まるが、封入された気体に対流が発生する程厚くなると断熱性能が頭打ちになる。ただし、中間層にガラスを追加することでこの問題は解消できる。
多くの先進国では、エネルギー消費量を抑えるために複層ガラスの利用が義務化されているが、日本では特に規定されていない。2018年現在、日本では、新築一戸建での戸数普及率は98.6%、新築共同住宅は65.5%。

## 特徴
複数枚のガラスと密閉された中間層により、光の透過性を保ちつつ、断熱効果を得られる。
断熱効果
一般的な断熱材と同じ原理を用いており、対流が起こらない状態の空気は断熱性能が高いという性質を利用している。製品によっては断熱性能をさらに高めるため、空気層を気密化して真空にしたり、アルゴンガス等を使用したものもある。日本で普及している複層ガラスは主に2枚の板ガラスが使われているが、ヨーロッパでは中間層にガラスを追加し、3枚の板ガラスで構成されている製品がある。
防露効果
部屋の内外の温度差が原因となる結露の防止に役立つため、最近では様々な分野において利用されている。ただし、石油ファンヒーター（煙突が無いタイプ）等の開放型暖房器具を使う場合は、水蒸気などを含んだ排気が室内に出るため効果が薄れる。
以下の特徴はケースバイケースである。
遮音効果
2枚のガラスが共鳴するため、3 mm厚ガラス2枚で構成される複層ガラスよりも6 mm厚の単層ガラスの方が遮音性が高いケースも多い。ただし、製品によっては単層ガラスよりも遮音性が向上している場合もあり、複層ガラスと単層ガラスとの遮音性の優劣は一概には言えない。遮音効果があるのは複層ガラスよりも二重窓である。

## Low-E複層ガラス
Low-Eとは、Low Emissivity（低放射）の略。Low-Eガラス（Low-E複層ガラス）とは、特殊な金属膜のコーティングを施し、可視光線はよく通しつつ、紫外線や赤外線の透過を防ぐガラスのこと。
外側ガラスの内面側に特殊金属膜を設けたものを遮熱高断熱複層ガラス、内側ガラスの外面に設けたものを高断熱ガラスとする場合が多い。施工地域の寒暖や建物開口部（採光する窓）の向きによって使い分ける。金属膜が放射による熱の伝達を抑えるため、従来の複層ガラスに比べ断熱性能が高い。また冷暖房負荷を大きく削減することができ、数年で初期投資が回収できる。

## リフォーム
日本では、省エネルギー性や居住性の向上のために、単板ガラスから複層ガラスに切り替える需要が高まっている。単板ガラス用サッシを複層ガラス用サッシに交換し複層ガラスを利用するには多額の費用がかかるが、既存の単板ガラス用サッシを利用してアタッチメント付き複層ガラスを使用することにより、サッシ交換に比べ低価格で大規模な工事を必要とせず手軽に複層ガラスを利用することが出来る。
通常の複層ガラスユニットの厚みは18mm(中間層12mm)以上だが、既存の単板ガラスのサッシを利用したままアタッチメント付き複層ガラスに交換する場合は網戸や雨戸との干渉を考慮してユニット全体の厚さを12mm(中間層6mm)以下にした断熱性能が低い商品が主流である。しかし日本板硝子製の複層ガラスで既存単板ガラス用サッシにLow-E複層ガラスを取り付けることを前提に製造されたアタッチメント付き複層ガラス「あんみつガラス(ガラスユニットの厚み16mm(中間層(アルゴンガス層)10mm))」や中間層を真空にして厚みを薄くした「真空ガラス」を利用すれば、網戸や雨戸との干渉を避け断熱性の高い複層ガラスを設置することもできる。

## 普及状況
多くの先進国では1997年京都議定書の締結により、法的強制力のある断熱化基準を改正したり建造物の断熱化を新たに義務付けた。しかし、日本の断熱化基準には強制力が一切なく、複層ガラス普及率は先進国の中でも最低レベルである。
1999年に建設省から日本の断熱化基準である次世代省エネルギー基準が改定された。しかし、法的拘束力がない上に、断熱化基準が欧米と比べてゆるく設定されている。2000年（平成12年）における日本の複層ガラスの普及率は5.1%となっており、欧州やその他の先進国と比較すると低い普及率となっている。また、特殊な金属膜を設けた高断熱複層ガラスの普及率に関しては、米国が48.0%なのに対し、日本は0.3%と非常に低い数値となっている。
その後も、世界各地での熱波や寒波の発生により、複層ガラスの世界的な需要は年ごとに高まっていったが、日本の普及率は低いままだった。背景として、市場でアルミサッシ（断熱性能は低い）が圧倒的に強く、複層ガラス向きの樹脂サッシ（断熱性能は高い）は北海道などの寒冷地を除いてほとんど普及していなかったことがある。
しかし、2011年の福島第一原子力発電所事故以降の電力不足を背景に、「アルミサッシ+単板ガラス」を「樹脂サッシ+複層ガラス」へ置き換える施策がにわかに活発化し、新たなビジネスチャンスとなっている。

## 名称
複層ガラスのことをペアガラスと呼ぶ場合もあるが、これはAGC（旧:旭硝子）の登録商標である。（例えば日本板硝子では「ペアマルチ」という商品名を使用している。）
AGCは旭硝子時代に以下の名称を商標登録しており、うち「ペヤグラス」を商品化している。
| 商標       | 登録番号   | 登録日          | 権利者         |
| ---------- | ---------- | --------------- | -------------- |
| ペヤグラス | 第438414号 | 昭和29年1月23日 | 旭硝子株式会社 |
| ペアガラス | 第818782号 | 昭和44年5月30日 | 旭硝子株式会社 |
| ペヤガラス | 第818783号 | 昭和44年5月30日 | 旭硝子株式会社 |